# Nicoline Hummel
Nicoline Hummel (Haarlem, 25 mei 1980) is een in Nederland geboren Belgische actrice en zangeres. 
Ze behaalde een diploma meester in de dramatische kunst in de afstudeerrichting musical.
Hummel vertolkte een hoofdrol in Echte Verhalen: De Buurtpolitie waar ze hoofdinspecteur Tineke Schilebeeckx speelde, en had eerder van 2004 tot 2006 in de rol van Virginie Daerden ook al meegespeeld in de VTM-televisiesoap Familie. Van 2006 tot 2007 had ze de rol van Kathleen Allemeersch in Wittekerke. Ze had een gastrol in de langspeelfilm Labyrinthus uit 2014 en kleine rollen in onder meer Spoed en De Kotmadam.
Hummel is tevens een musicalactrice met onder meer een rol in de Vlaamse versie van de musical Oliver! en in 2005 vervoegde ze het ensemble van de Studio 100-musical Sneeuwwitje. Verder is ze ook zangeres in de band Bulletproof.